# IC 412
IC 412 = IC 2123 ist eine linsenförmige Galaxie vom Hubble-Typ SB0-a im Sternbild Orion am Nordsternhimmel. Sie ist schätzungsweise 189 Millionen Lichtjahre von der Milchstraße entfernt und hat einen Durchmesser von etwa 75.000 Lichtjahren. Gemeinsam mit IC 413 bildet sie das gravitativ gebundene Galaxienpaar KPG 107 und gilt als Mitglied der NGC 1819-Gruppe (LGG 130).

Im selben Himmelsareal befinden sich u. a. die Galaxien NGC 1819, IC 409, IC 413, IC 414. 
Das Objekt wurde im Jahr 1888 vom US-amerikanischen Astronomen Edward Barnard entdeckt.